# جدعون في. واي
جدعون في. واي (بالإندونيسية: Gideon V. Way)‏ هو لاعب كرة قدم إندونيسي في مركز الوسط، ولد في 7 مايو 1984 في إندونيسيا. لعب مع Persiram Raja Ampat ‏.

## وصلات خارجية
- جدعون في. واي على موقع قاعدة بيانات كرة القدم.إي يو (الإنجليزية)
- جدعون في. واي على موقع Soccerway.com (الإنجليزية)